# جيفري هاريس
جيفري هاريس (بالإنجليزية: Jeffrey Harris)‏ هو رسام نيوزيلندي، ولد في 1949.